# Budakeszi (distrikt)
Budakeszi är ett distrikt i Ungern. Det ligger i provinsen Pest, i den nordvästra delen av landet, väster om huvudstaden Budapest.